# 参宮急行電鉄デニ2000形電車
参宮急行電鉄デニ2000形電車（さんぐうきゅうこうでんてつデニ2000がたでんしゃ）は、参宮急行電鉄が1930年に製造した、荷物合造電動客車の1形式である。

## 概要
1930年3月27日の参宮急行電鉄線松阪 - 外宮前間部分開業に備え、同区間で使用する区間運転用車として1930年3月に神戸市の川崎車輛兵庫工場でデニ2000 - デニ2007の8両が製造された。

## 車体
乗り入れ先である大阪電気軌道が保有していたデボ1000・1100形に準じた19m級車として設計されている。
各部寸法は全長19,000mm、車体長18,300mm、最大幅2,743mm、車体幅2,740mmで魚腹式台枠を基本とし、鋲接組み立てにより組み立てられた構体上に木製の屋根を載せた、半鋼製車体を備える。
上本町寄りの一端に手小荷物室を設け、両開きの荷物室扉（戸袋窓無し）と、それに続く側窓1枚分のスペースをこれに充てている。手小荷物室の最大荷重は2.0t、容積は14.6立方メートルである。
窓配置はdD'1 1D(1)3 3(1)D1d（d：乗務員扉、D：客用扉、D'：荷物室扉、(1):戸袋窓、数字：窓数）で、乗務員扉を除く全ての側扉を含む側窓が2段窓構成とされ、戸袋窓を除く客室の各側窓は下段に保護棒付きの2段上昇式としている。なお、窓の上下には補強用のウィンドウヘッダー・ウィンドウシルと呼ばれる補強帯が露出して取り付けられており、客用扉の上部には雨樋とは別に水切りと呼ばれる弓形の短い樋が設置されている。
妻面は3面折妻構造で中央に貫通路を設置し、左右の窓下腰板の裾部にはアンチクライマーを設置する。前部標識灯は貫通路直上の幕板部中央に円筒形の灯具に収めた白熱電球を1灯設置し、向かって左の腰板下部に後部標識灯を1灯のみ設置する。
客室の座席は全てロングシートで、扉間だけではなく左右の側扉の外側各1枚ずつの側窓部にも幅1,200mmのロングシートを設置している。
通風器はガーランド式で、扉間の屋根中央に5基、等間隔に配置している。
塗装は大阪電気軌道系の各社で共通の濃緑色である。

## 主要機器
同時期に同じ川崎車輛で製造された電動貨車である、デト2100形と同系の機器を搭載する。

### 主電動機
東洋電機製造TDK-542-Aを各台車に2基ずつ吊り掛け式で装架する。歯数比は3.15である。

### 主制御器
デト2100形と同じく、日立製作所PR200自動加速制御器を搭載する。
なお、抑速のための発電ブレーキ機構を主制御器に搭載していないため、青山峠越えの区間での運用には使用できない。

### ブレーキ
M三動弁によるM自動空気ブレーキ（AMMブレーキ）と手ブレーキ装置を搭載する。

### 台車
住友製鋼所KS-31L鋳鋼組立釣り合い梁式台車を装着する。軸距は2,450mm、車輪径は915mmである。

### 連結器
輸入品のマルコ式自動連結器を装着する。

## 運用
本形式は様々な事情から大きな変化を伴う運用線区の変更があったことで知られる。

### デニ2000形時代
江戸橋 - 中川 - 宇治山田間の伊勢寄り平坦線区間で、普通列車用として運用された。
ただし、1940年の紀元2600年記念式典へ向けた橿原神宮の神域拡張工事に伴う勤労奉仕で乗客が急増した時期には、この特別輸送による車両不足に対応して一時的に大阪線の西の平坦線区間、つまり桜井以西の区間運転用として転用されている。

### モニ6251形への改造
1938年12月に完成した中川 - 江戸橋間の1,067mm軌間への改軌後、同区間で使用する区間運転車が必要となった。そこで、参宮急行電鉄の関西急行鉄道への統合間もない1941年に本形式全車が名古屋線へ転属となり、1,067mm軌間への改軌工事を施工、以下の通り改番された。
デニ2000形デニ2000 - デニ2007 → モニ6251形モニ6251 - モニ6258
この改造に際しては、狭軌用の台車および主電動機として、それぞれ住友製鋼所KS-33Lと東洋電機製造TDK-528-8GMが新製されており、不要となった旧台車8両分の内、5両分が奈良線モ651形モ651 - モ655の新造時に主電動機とセットで転用されている。
以後、これらは名古屋線所属車両として運用されるようになった。

### モ6261形への改造
本形式は戦時中、モニ6251・モニ6255の2両が被災して焼失、使用不能の状態で敗戦の日を迎えた。
戦後、これら2両は復旧もままならず放置されていた。だが、当時の名古屋線においては、乗客数激増で車両不足が深刻となり、しかも運輸省から打診された国鉄モハ63形の割り当ても諏訪付近の善光寺カーブと呼ばれる半径100mの急曲線のために入線不能で辞退せねばならない状況であった。そのため、1947年にこれら2両の被災車の車籍・台枠などを利用し、名古屋の日本車輌製造本店でモ6261形モ6261・モ6262として戦前設計のモ6311形を19m級に引き延ばして3扉ロングシートとした車体を新造して復旧、同一仕様の車体で新製された制御車のク6321形ク6321 - ク6325と共に名古屋線向けとしては戦後初の新車として竣工した。
これらは収容力の大きな19m車であったことから、以後名古屋線でラッシュ時の主力車として重用されている。
これら2両の以後の変遷についてはク6321形を参照のこと。

### 車体更新
戦後、モニ6251形として残った6両については、以下の通り様々な改造工事が順次施工された。
長大編成化に対応するブレーキ制御弁のA動作弁への交換によるAブレーキ化。
制御器の日立製作所MMC-HTU-10電動カム軸制御器への交換。
連結器の柴田式自動連結器への交換。
こうした改造を経て、長く名古屋線で普通列車運用を中心に使用されていた本形式であるが、製造後約20年が経過した1950年代後半以降車体の疲弊が目立つようになり、自社塩浜工場で車体更新工事が順次施工された。
改造内容は以下の通り。
車体外板の総張り替えによる平滑なノーシル・ノーヘッダーの全溶接構造車体化。
手小荷物室扉の移設による片引戸化と、これに伴う手小荷物室扉と乗務員扉の間へのHゴム支持による2段式戸袋窓の新設。
客室室内灯の蛍光灯化。
この更新改造により窓配置はd(1)D'1 1D(1)3 3(1)D1dとなったが、両運転台のままとされている。この更新により車体重量が減少し、本形式は公称自重が約3t軽減となった。
また、1959年の名古屋線改軌時には、標準軌間用台車として近畿車輛KD-32Cが新製され、装着されている。
その後、1962年には全車について手小荷物室が廃止されて仕切りを撤去、同室区画にロングシートが設置され、さらに旧客室側運転台を撤去して窓配置d(1)D'1 1D(1)3 3(1)D2と変則的な3扉構成の片運転台車へ改造されている。
さらに1964年頃からは、塗装が濃緑色からマルーンへ変更されている。
1968年前後からは張り上げ屋根化や前照灯の2灯化が行われ、6421形などと近似の前面となった。

### 廃車
名古屋線の吊り掛け駆動車では少数派の19m級、しかも変則的な窓配置とはいえラッシュ時の運用に好適な3扉ロングシート車である本形式は、同様に更新工事を施工された同世代の旧伊勢電気鉄道在籍電動車各形式が次々に養老線や伊賀線へ転属してゆく中、華々しい急行運用への充当こそ無かったものの、その収容力の大きさ故に例外的に長期間にわたって名古屋線で運用されてきた。だが、1970年代中盤に入り老朽化が深刻となり、代替高性能車の新造により以下の通り廃車が実施された。
1973年11月除籍
モニ6252・モニ6253・モニ6256・モニ6258
1974年2月除籍
モニ6254・モニ6257
これらはいずれも解体処分に付されており、現存しない。